# لارکینلا
لارکینلا یک شیمیوارگانوتروف گرم منفی است و سردهٔ باکتریایی ای به شدت هوازی از خانواده سیتوفاگاسا است.